# رباطية قيقبية الأوراق
الرباطية قيقبية الأوراق نوع نباتي يتبع جنس الرباطية من الفصيلة المسكية.

## البيئة والانتشار
يتواجد هذا النبات في شرق الولايات المتحدة وكندا من أونتاريو وكيبك شمالاً إلى فلوريدا جنوباً.

## الوصف النباتي
الأوراق بسيطة مفصصة تتكون من ثلاثة إلى خمسة فصوص. الأوراق متقابلة. النورة الزهرية سنمة طرفية الأزهار بيضاء مصفرة.